# Старобедеево
Старобедеево (баш. Иҫке Бәҙәй) — деревня в Нуримановском районе Республики Башкортостан Российской Федерации. Административный центр Старобедеевского сельсовета.

## География

### Географическое положение
Находится на правом берегу реки Уфы.
Расстояние до:
- районного центра (Красная Горка): 4 км,
- ближайшей ж/д станции (Иглино): 54 км.

## Население
| 2002 | 2009 | 2010 |
| ---- | ---- | ---- |
| 479  | ↗523 | ↘493 |

Национальный состав
Согласно переписи 2002 года, преобладающая национальность — марийцы (94 %).